# Blepharidopterus diaphanus
Blepharidopterus diaphanus är en insektsart som först beskrevs av Carl Ludwig Kirschbaum 1856.  Blepharidopterus diaphanus ingår i släktet Blepharidopterus och familjen ängsskinnbaggar. Arten är reproducerande i Sverige. Inga underarter finns listade i Catalogue of Life.